# 美国太空军作战部长
美國太空軍作戰部長（Chief of Space Operations，CSO）是美國太空軍軍階最高的軍官之一，亦為美國參謀長聯席會議的法定成員，從而擔任美國國家安全委員會、美國國防部長和美國總統的軍事顧問。太空軍作戰部長領導太空軍參謀部，並受美國空軍部部長的直接領導負責太空軍全盤事務。除非作戰部長擔任參謀長聯席會議主席或副主席，否則作戰部長是太空軍現役的最高級別軍官。太空軍作戰部長負責行政管理、訓練和裝備部隊，但沒有對太空軍部隊的作戰指揮權，其辦公室位於五角大廈。

## 歷史

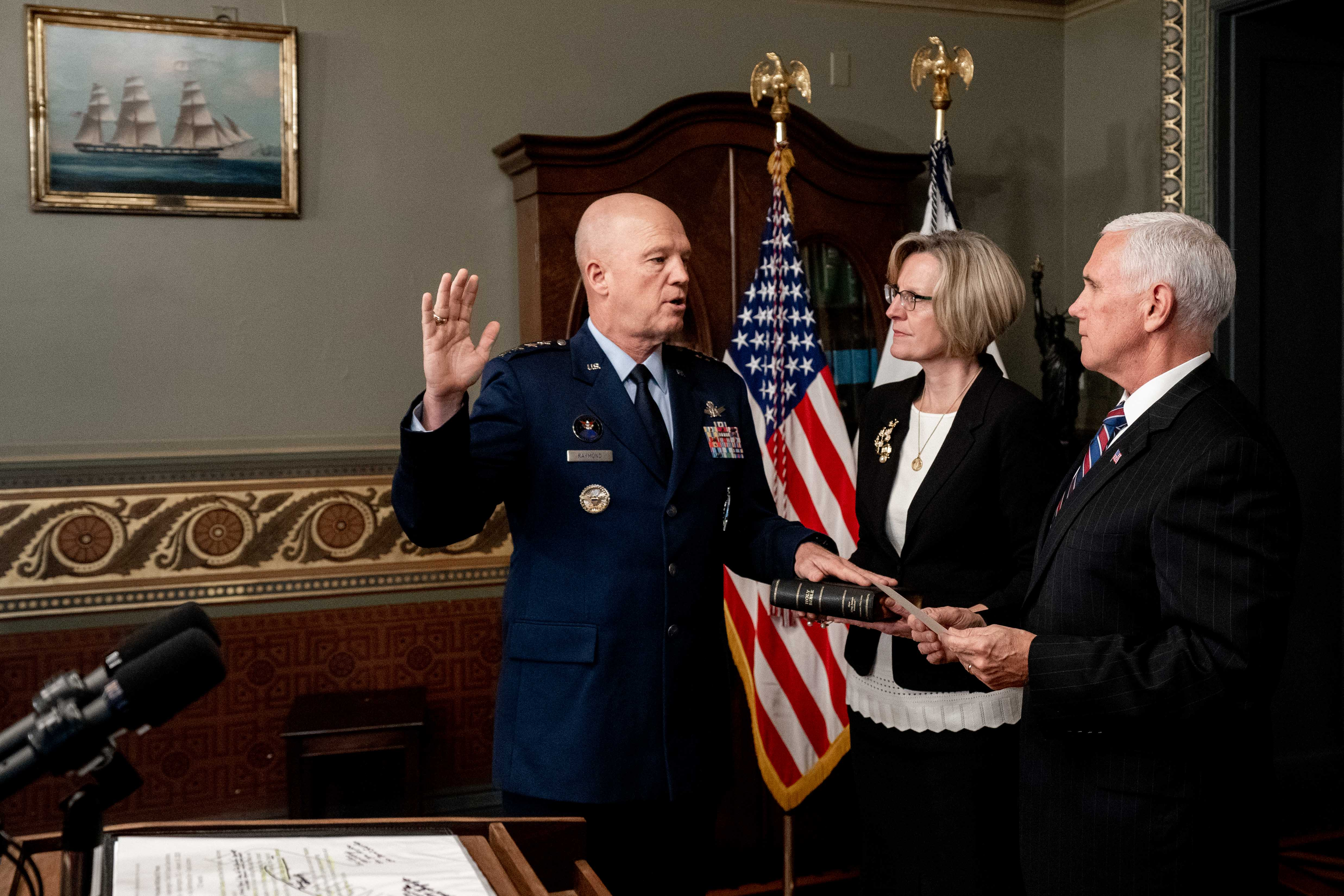
首任司令在時任美國副總統邁克·彭斯監誓下宣誓就任

在2019年12月20日，美國太空軍從空軍獨立成為第六個獨立軍種，同時創立了太空軍作戰部長此一職位，並宣佈將由時任美国空军太空司令部及美國太空司令部司令約翰·W·雷蒙德上將擔任首任太空軍作戰部長。雷蒙德上將於2020年1月14日在時任美國副總統邁克·彭斯監誓下宣誓就任。

## 職責

### 受美國空軍部領導
太空軍作戰部長領導太空軍參謀部，並受空軍部長的直接領導負責太空軍全盤事務，並執行總統、國防部長及空軍部長指定的其他職責。

### 美國參謀長聯席會議
在2020年12月20日，即太空軍作戰部長職位成立一年後，作戰部長成為美國參謀長聯席會議的法定成員，在參謀長聯席會議成員履行職責時，直接對美國國防部長負責。與其他參聯會成員一樣，作戰部長是一個行政職務，對太空軍或太空任務沒有作戰指揮權。

### 太空軍參謀部
太空軍參謀部是太空軍的最高領導機構，負責組織、訓練及裝備太空作戰部隊。參謀部由上將職銜的作戰部長、副作戰部長及太空軍總軍士長所領導。參謀部設有一個總參謀長，負責監督參謀部的行政及運作。

## 歷任美國太空軍作戰部長
| 序號 | 照片            | 姓名                 | 任期           | 任期          |
| 序號 | 照片            | 姓名                 | 任職日         | 離職日        |
| ---- | --------------- | -------------------- | -------------- | ------------- |
| 1    | 約翰·W·雷蒙德   | 上將 約翰·W·雷蒙德   | 2019年12月20日 | 2022年11月2日 |
| 2    | B·钱斯·萨尔茨曼 | 上將 B·钱斯·萨尔茨曼 | 2022年11月2日  | 现任          |

## 另見
- 美國太空軍
- 美國空軍參謀長